# 第9屆威尼斯影展
第9屆威尼斯影展於1948年8月19日至9月4日舉行。

## 競賽電影
| 中文片名       | 原文片名                         | 導演                   | 製作國家 |
| -------------- | -------------------------------- | ---------------------- | -------- |
| 《審判》       | Der Prozeß                       | 格奥尔格·威廉·帕布斯特 | 奥地利   |
| 《愛情》       | L'Amore                          | 羅伯托·羅塞里尼        | 義大利   |
| 《苦海孤雛》   | Oliver Twist                     | 大卫·利恩              | 英国     |
| 《哈姆雷特》   | Hamlet                           | 劳伦斯·奥利维尔        | 英国     |
| 《堕落的偶像》 | The Fallen Idol                  | 卡洛·李                | 英国     |
| 《死吻》       | A Double Life                    | 乔治·丘克              | 美国     |
| 《碧血金沙》   | The Treasure of the Sierra Madre | 約翰·休斯頓            | 美国     |
| 《太陽浴血記》 | Duel in the Sun                  | 金·維多爾              | 美国     |
| 《艰难岁月》   | Anni difficili                   | 路易吉·贊帕            | 義大利   |
| 《马格罗维亚》 | Belleza Maldita                  | 埃米利奥·费尔南德斯    | 墨西哥   |

## 獎項
- 威尼斯國際大獎
  - 最佳電影：劳伦斯·奥利维尔 《哈姆雷特》
- 最佳義大利電影：
  - 雷納托·卡斯特拉尼（英语：Renato Castellani） 《在罗马的阳光下（英语：Under the Sun of Rome）》
- 銀獅獎最佳導演
  - 格奥尔格·威廉·帕布斯特 《審判（英语：The Trial (1948 film)）》
- 沃爾庇杯
  - 最佳男演員：厄恩斯特·多伊奇 《審判（英语：The Trial (1948 film)）》
  - 最佳女演員：珍·西蒙絲 《哈姆雷特》

## 外部鏈接
- 官方网站
- IMDb1948年威尼斯影展獎項 （页面存档备份，存于）